# Salomon Hederstierna
Salomon Hederstierna, född 13 maj 1726, död 10 oktober 1808, var en svensk landshövding.

## Bana
Hederstierna blev volontär vid Helsinge regemente 1745, löjtnant i fransk tjänst, troligen 1746, regementskvartermästare vid Helsinge regemente 29 december 1749 och kapten vid Fersens regemente i fransk tjänst 11 juni 1752. Han blev kapten med kompani vid Helsinge regemente 1759 och major 20 december 1764, premiärmajor vid Kronobergs regemente 1766 och överstelöjtnant vid Jönköpings regemente 30 juni 1775.
Hederstierna blev vice landshövding i Kronobergs län 19 januari 1776, överste för Kronobergs regemente 10 december 1777 och landshövding i Kronobergs län 15 maj 1782. Han erhöll avsked 16 februari 1787.

## Utmärkelser
Hederstierna erhöll kaptens namn, heder och värdighet 22 mars 1753.
Han blev riddare av Svärdsorden 23 november 1761.
I samband med sitt avsked 16 februari 1787 tillerkändes han namn, heder och värdighet av generalmajor.

## Familj
Salomon Hederstierna var son till schoutbynachten Erland Hederstierna den äldre och Eva Christina född von Otter, dotter till landshövdingen Salomon von Otter. Han gifte sig med Johanna von Otter, dotter till generalmajoren Carl von Otter och Catharina född Tham. De var föräldrar till Carl Hederstierna och Erland Hederstierna den yngre.